# Бабенко, Лидия Ивановна
Лидия Ивановна Бабенко (1926 — 2011) — советский, российский врач. Народный врач СССР (1982).

## Биография
Родилась в 1926 году в селе Соломенка (ныне в Ставропольском крае).
В 1930 году её семья — отец Иван Петрович, мать Полина Фёдоровна переехали в Грозный (Чеченская АО). В 1944 году на фронте погиб отец.
В том же 1944 году поступила в Дагестанский медицинский институт, который окончила в 1949 году.
Как молодой специалист по распределению была направлена в Намский район Якутской АССР. Здесь начала свою врачебную трудовую деятельность в должности заведующего райздравотделом. Затем возглавляла здравоохранение Кобяйского района, в течение ряда лет была главным врачом Кобяйского лечебно-санитарного объединения, Кысыл-Сырской участковой больницы Вилюйского района.
С 1965 года работала врачом-ординатором неврологического отделения Якутской республиканской клинической больницы. С 1968 по 1998 год бессменно заведовала 60-коечным неврологическим отделением. За время работы главным внештатным неврологом Министерства здравоохранения Якутии по её инициативе открылись неврологические отделения в районных больницах, увеличили фонд неврологических коек в стационарах. В 1973 году для оказания экстренной неврологической помощи в Якутске в структуре «скорой медицинской помощи» были организованы психоневрологические бригады, а в 1983, в числе первых по Дальневосточному региону, было открыто нейрососудистое отделение на базе Якутской республиканской больницы.
До выхода на заслуженный отдых работала невропатологом-консультантом Центра экстренной медицинской помощи. Возглавляемое ею неврологическое отделение обеспечивало специализированную медицинскую помощь при сложных заболеваниях нервной системы, таких, как сосудистые заболевания ЦНС, миастения, тяжелые неврологические проявления при остеохондрозах позвоночника, рассеянный склероз, менингиты и энцефалиты, вызванные различными инфекционными вирусами.
Внесла огромный вклад в изучение краевой патологии республики — вилюйского энцефалита. Автор многих статей, участник общесоюзных и общероссийских съездов невропатологов, была учителем и наставником многих врачей-невропатологов республики.
Ушла из жизни 19 октября 2011 года.

### Семья
- Муж — Иван Фёдорович Бабенко, один из основателей и организаторов развития нефтегазовой промышленности Якутии.
- Сын — Фёдор, кандидат технических наук, лауреат Государственной премии PC (Я), научный сотрудник ЯНЦ СО РАН.
- Дочь — Татьяна, кандидат экономических наук.

## Награды и звания
- Заслуженный врач Якутской АССР
- Народный врач СССР (1980)
- Орден Октябрьской Революции
- Орден «Знак Почёта»
- Медаль «За доблестный труд»
- Знак «Отличник здравоохранения РФ»
- Почётный гражданин Кобяйского улуса
- Почётный гражданин Якутска (2004).